# 76 mm/62 Super Rapid
76 mm/62 Super Rapid — 76,2-миллиметровая корабельная универсальная установка, разработанная и производимая в Италии компанией OTO Melara. Состоит на вооружении ВМС Италии, а также ВМС Нидерландов, Норвегии, Дании, Сингапура, Канады. Является усовершенствованным вариантом артустановки 76 mm/62 Compact, отличается от неё повышенной скорострельностью и сокращённым временем реакции.